# 阿皮切
阿皮切（義大利語：Apice），是意大利贝内文托省的一个市镇。总面积48.8平方公里，人口5808人，人口密度119.0人/平方公里（2009年）。ISTAT代码为062003。